# Międzyregionalna Akademia Zarządzania Personelem w Kijowie
Międzyregionalna Akademia Zarządzania Personelem (ukr. Міжрегіональна академія управління персоналом, МАУП) – założona w 1989 r. w Kijowie pierwsza prywatna uczelnia na Ukrainie. Jest częścią Międzynarodowej Akademii Kadr (MAK), w której w wielu państwach świata – m.in. w USA, Polsce, Niemczech – uczy się ok. 52 tysięcy studentów. Uczelnia prowadzi 20 kierunków studiów i 62 specjalizacje. Nastawiona jest na kształcenie psychologów.
Uczelni patronuje (z przerwą w czasach Łeonida Kuczmy) prezydent Ukrainy – najpierw Łeonid Krawczuk, następnie Wiktor Juszczenko. MAZP wspierała pomarańczową rewolucję, w tym protest dziennikarzy Kanału 5 przeciwko ograniczaniu wolności słowa.
MAZP (ukraińska część MAK) jest obecnie największą szkołą wyższą na Ukrainie.
Honorowe tytuły naukowe uczelnia przyznała m.in.:
- Julii Tymoszenko[2]
- Borysowi Tarasiukowi (2001)
- Andrzejowi Lepperowi (2004)[3]
- Januszowi Maksymiukowi (2007)
- Javierowi Solanie